# Phyllecthris
Phyllecthris es un género de escarabajos de la familia Chrysomelidae. En 1837 Chevrolat describió el género. Esta es la lista de especies que lo componen:
- Phyllecthris dorsalis (Olivier, 1808)
- Phyllecthris gentilis (Leconte, 1865)
- Phyllecthris texanus (Leconte, 1884)